# Ana Titlić
Ana Titlić   (Gornja Vrba, 13 de juny de 1952) fou una jugadora d'handbol croat que va competir sota bandera de Iugoslàvia durant la dècada de 1970.
El 1980 va prendre part en els Jocs Olímpics de Moscou, on guanyà la medalla de plata en la competició d'handbol.